# Mawk'allaqta
Mawk'allaqta, également Mawk'a Llaqta (orthographe hispanique Maukallakta) est un site archéologique en Pérou. Il est situé dans la région d'Arequipa, province de La Unión, district de Puyca, à environ 2 kilomètres de Puyca. 
Mawk'allaqta est le complexe archéologique le plus grand et le plus important de la vallée de Cotahuasi. Développé par la culture Wari, il était stratégiquement situé sur les routes commerciales. Plus tard, il a été occupé par l'Allcca et plus tard encore par les Incas, qui l'ont utilisé comme centre d'administration religieux et militaire dans la vallée. Au 21e siècle, le complexe est inclus dans la réserve paysagère du sous-bassin de Cotahuasi. 

## Sources
- (es) Plan de Turismo de la provincia de La Unión 2007-2021, Province de La Unión
- (es) Revista Solimana, 1999, Asociación Prtovincial La Unión (APLU)
- (es) Gomez Zanabria, Gonzalo. Historia y Cultura de la provincia de La Unión-Arequipa, MPLU-UCSN, 2010.
- (es) Historia del Distrito de Alca, 2011, Municipalidad de Alca